# Teline osyroides
Teline osyroides är en ärtväxtart som först beskrevs av Eric R.Svensson Sventenius, och fick sitt nu gällande namn av Peter Edward Gibbs och Ingrid Dingwall. Teline osyroides ingår i släktet Teline och familjen ärtväxter. Inga underarter finns listade i Catalogue of Life.